# Pidonia miwai
Pidonia miwai là một loài bọ cánh cứng trong họ Cerambycidae.